# Chris McGregor
Chris McGregor (* 24. Dezember 1936 in Somerset West, Südafrika; † 26. Mai 1990 in Agen (Frankreich)) war ein südafrikanischer Komponist, Pianist und Bandleader. Sein Name ist untrennbar mit der südafrikanisch-europäischen Big Band „The Brotherhood of Breath“ verbunden, die er 1969 in London gründete. „Niemand zuvor“, so schrieb die Fachzeitschrift Jazz Podium 1977, „ist die Verschmelzung von Bantu-Rhythmen und Zulu-Melodien mit den Praktiken des Jazz, den freien Kollektivimprovisationen, der expressiven Tonerzeugung und der flüssigen Linienführung so geglückt wie McGregor,“ der am 26. Mai 1990 an Lungenkrebs starb.

## Leben und Wirken
McGregor wuchs als Sohn eines Missionars der Church of Scotland in der Transkei auf; er war von Kirchenmusik und der traditionellen Musik der Xhosa beeinflusst. Er studierte von 1956 bis 1960 Klavier an der Musikakademie in Kapstadt und wurde von Dollar Brand und Makaya Ntshoko in seiner Neigung zum Modern Jazz bestärkt. 1960 bis 1962 spielte er mit Musikern wie „Cups and Saucer“ Nkanuka, Christopher Ngcukana und Johnny Gertze in lokalen Clubs. Auch war er als Musiker und Arrangeur an Stanley Glassers Musical Mr. Paljas beteiligt. 1963 gründete er in Südafrika die erste gemischt-ethnische Big Band und arbeitete, gegen den Widerstand der damaligen südafrikanischen Regierung, mit Musikern wie Kippie Moeketsi, Barney Rachabane, Dennis Mpale und Early Mabuza zusammen. Der große Durchbruch mit dem ebenfalls von ihm initiierten, aus dieser Großformation entwickelten Jazzsextett The Blue Notes blieb ihm zunächst verwehrt, da die Konzertagenten nur Veranstaltungen in den schwarzen Townships unterstützen wollten (die strenge Apartheid verbot Auftritte vor weißem Publikum, die z. T. illegal in Studentenclubs stattfanden). 1964 nach einem langen und Kräfte zehrenden Kampf mit den südafrikanischen Behörden, konnten sich die Blue Notes (zu denen neben McGregor Louis Moholo, Mongezi Feza, Dudu Pukwana, Johnny Dyani und zunächst Nick Moyake gehörten) Südafrika verlassen, um auf dem Festival Jazz à Juan in Antibes zu spielen. Nach Auftritten in der Schweiz 1964, im Ronnie Scott’s Jazz Club in London und 1966 im Jazzhus Montmartre in Kopenhagen, zog er nach London. Dort konnte sich die Gruppe anfangs nicht etablieren. McGregor startete aber 1967 mit Pukwana, Ronnie Beer, Feza, Dyani und Moholo einen zweiten Anlauf; die Gruppe spielte, nun unter seinem Namen, Konzerte in der Royal Albert Hall und nahm eine LP auf, die gute Kritiken erhielt, aber kaum vertrieben wurde. Er spielte auch mit Gwigwi Mrwebi und als Sessionmusiker (bei Alexis Korner und Nick Drake). Die Blue Notes wurden nur zu besonderen Anlässen wiederbelebt.

### The Brotherhood of Breath
1969 bekam Chris McGregor den Auftrag, für den Film Kongi's Harvest (Regie Ossie Davis, nach dem Stück von Wole Soyinka) die Musik zu schreiben. Als er seine Kompositionen von einer großen Besetzung gespielt hörte, gründete er eine eigene Big Band mit dem Namen The Brotherhood of Breath. Es handelte sich dabei im Wesentlichen um die Blue Notes (mit Harry Miller als Bassisten), ergänzt um hochkarätige Jazzmusiker aus London wie John Surman, Evan Parker, Kenny Wheeler, Mark Charig, Mike Osborne, Alan Skidmore und Harry Beckett, mit denen er teilweise bereits seit 1967 in Ronnie Scott's Old Place gespielt hatte.
The Brotherhood of Breath gab im März 1970 ihr erstes Konzert in der Londoner Notre Dame Hall und legte 1971 ihr erstes Album vor. Sie war von 1971 bis 1974 häufig auf Tournee, beispielsweise auf den Berliner Jazztagen, und festigte ihren Ruf als eine der legendären Big Bands der Free-Jazz-Epoche. Kennzeichen der ersten Brotherhood-Formation ist, dass sie „nicht in der üblichen Studio-Präzision“ zusammenspielt, „aber gerade die harmonischen Reibungen dieser ›Bruderschaft des Atmens‹ wirken afrikanisierend und intensivierend.“ Nach einer Tournee durch Deutschland und die Schweiz zog McGregor 1974 mit seiner Frau Maxine und seinen Kindern auf eine alte Mühle im Aquitaine in Südfrankreich. Er kehrte regelmäßig für Proben und Tourneen nach London zurück und war 1975 mit der Brotherhood beim Festival in Nizza und 1977 in Toulouse zu hören. Spätere Ausgaben der Bigband, die auch auf dem Moers Festival auftraten, beinhalteten neben Beckett und David Defries und südafrikanischen Musikern wie Claude Deppa, Ernest Mothle und Gilbert Matthews zunächst vermehrt Musiker aus Frankreich wie Louis Sclavis, Didier Levallet oder François Jeanneau und Ende der 1980er jüngere Musiker aus Großbritannien wie Julian Argüelles, Steve Williamson und Annie Whitehead.

## Diskografie
- Chris McGregor & Castle Lager Big Band Jazz: The African Sound Gallo NSL 1011 (1963) TELCD 2300 1991
- South African Exiles Thunderbolt PAM 405 1997

### Blue Notes
- Legacy (1964) Ogun OGCD 007 1995
- Township Bop (1964) Proper PRP CD 013 2002
- Very Urgent (als Chris McGregor Group) Polydor 184137 1968
- Blue Notes for Mongezi Ogun OGD 001/002 1975
- In Concert Vol. 1 (1977) OGUN OG 220 1978
- Blue Notes for Johnny Ogun OG 532 1987

### The Brotherhood of Breath
- Chris McGregor’s Brotherhood of Breath (RCA Neon 1971)
- Brotherhood (RCA 1972)
- From Bremen to Bridgewater (1971/1975; Cuneiform Rune 182/183 – 2004)
- Travelling Somewhere (1973; Cuneiform Rune 152 – 2001)
- Live at Willisau (Ogun 100 1974)
- Procession (Ogun 524 1978)
- Yes Please (In and Out 1981)
- Country Cooking (Virgin 1988)
- En Concert a Banlieues Bleues (mit Archie Shepp und Sonti Mndebele – Rue Est CD 017 – 1989)

### Solo
- „In His Good Time“ Ogun OG521 1977
- ”Piano Song Vol. 1” Musica MUS3019 1977
- ”Piano Song Vol. 2” Musica MUS 3023 1977